# Corymbia watsoniana
Corymbia watsoniana är en myrtenväxtart som först beskrevs av Ferdinand von Mueller, och fick sitt nu gällande namn av Kenneth D. Hill och Lawrence Alexander Sidney Johnson. Corymbia watsoniana ingår i släktet Corymbia och familjen myrtenväxter.

## Underarter
Arten delas in i följande underarter:
- C. w. capillata
- C. w. watsoniana